# Léon Molon

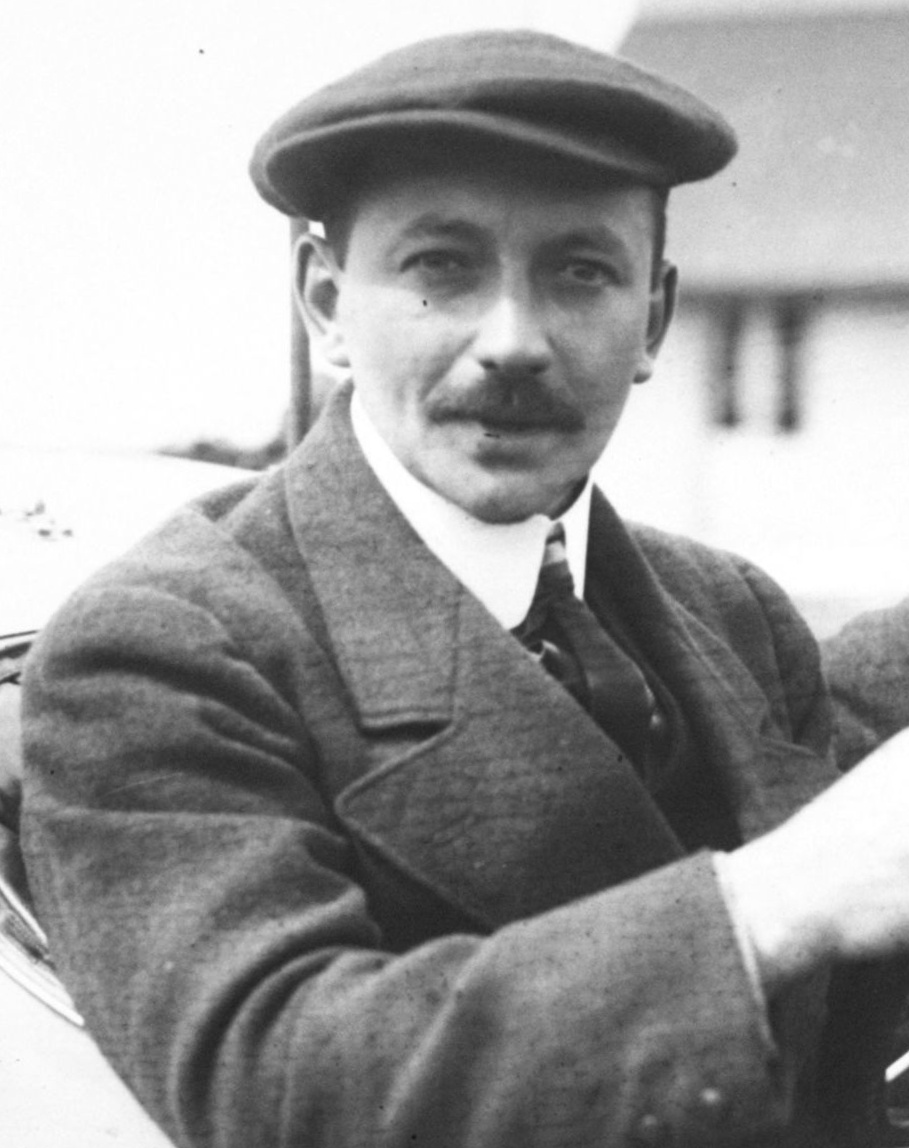
Léon Molon, 1912

Léon Louis Molon (* 12. Januar 1881 in Arras; † 26. Juli 1952 in Le Havre) war ein französischer Autorennfahrer und Flugpionier.

## Der Unternehmer
In Arras geboren zog Léon Molon 1896 mit seinen Eltern nach Le Havre an die Atlantikküste. Sein Vater produzierte Industrieschuhe und hatte im Jahr davor sein erstes Automobil – ein Dreirad von Léon Bollée mit einem 650-cm³-Motor – erworben. So kam der junge Molon früh mit Fahrzeugen und deren Motortechnik in Berührung. Er selbst eröffnete 1904 eine Fachwerkstätte für den Vertrieb und die Reparatur von Automobilen die Grand Garage de la Bourse. Das Unternehmen verkaufte Fahrzeuge der Marken Renault und Vinot & Deguingand.

## Karriere im Motorsport
Molon begann schon in jungen Jahren mit dem Motorsport. Ab 1907 ging er bei Voiturette-Rennen in Frankreich an den Start. 1908 war er bei der RAC Tourist Trophy am Start, wurde aber mangels zurückgelegter Distanz am Ende des Rennens nicht gewertet. Sechs Jahre später wurde er bei dieser Veranstaltung auf einem belgischen Minerva Dritter. Dritter wurde er auch 1912 beim Voiturette-Rennen zum Großen Preis von Frankreich dieses Jahres.
Molon war mit seinem Unternehmen zu Vermögen gekommen und finanzierte sein Renneinsätze aus der eignen Tasche. Nach dem Ende des Ersten Weltkriegs nahm er seine Rennaktivitäten wieder auf, schied beim III Grand Prix de l'U.M.F. Cyclecars 1921 aber mit einem Getriebeschaden aus.
Zweimal war der Franzose auch beim 24-Stunden-Rennen von Le Mans am Start. Bei beiden Starts war sein Bruder Lucien Molon sein Teampartner. Das Eröffnungsrennen 1923 beendeten sie als 26. der Gesamtwertung. 1926 wurden sie wegen zu geringer Kilometerleistung nicht klassiert.

## Der Flieger
Neben seiner Leidenschaft für Automobile hatte Molon auch großes Interesse an Flugzeugen. Sein erstes Flugobjekt war aus Holz und Segeltuch und wurde von Molon in der eigenen Werkstatt gebaut. Nach mehreren Fehlschlägen flog das Gerät am 13. August 1909 erstmals. Nach der erstmaligen Überquerung des Ärmelkanals durch Louis Blériot erwarb er eine Blériot XI und beteiligte sich fortan mit dem Flugzeug erfolgreich bei Flugrennen und stellt einige Rekorde auf. 1919 gründete er den Aero Club Le Havre.
Léon Molon starb im Juli 1952 in seiner Heimatstadt.

## Statistik

### Le-Mans-Ergebnisse
| Jahr | Team                                          | Fahrzeug                 | Teamkollege  | Platzierung     |
| ---- | --------------------------------------------- | ------------------------ | ------------ | --------------- |
| 1923 | Société des Anciens Ateliers Vinot-Deguingand | Vinot Deguingand BP 10HP | Lucien Molon | Rang 26         |
| 1926 | Automobiles Jousset SA                        | Jousset M1 Berline       | Lucien Molon | nicht klassiert |